# Espera
Espera – gmina w Hiszpanii, w prowincji Kadyks, w Andaluzji, o powierzchni 123,44 km². W 2011 roku gmina liczyła 3951 mieszkańców.